# Alexander Bannerman
Alexander Bannerman (7 octobre 1788 - 30 décembre 1864) est un marchand, vigneron, homme politique et gouverneur colonial britannique.

## Biographie

### Jeunesse
Connu sous le nom de « Sandy », il est né le 7 octobre 1788 en Écosse. Il est le fils aîné du marchand Thomas Bannerman (1743-1820) et de sa femme, Jean Simson (1745-1817), qui se marie en 1779. Son frère cadet, Thomas, est le père de Sir George Bannerman, 10e baronnet et grand-père de Sir Alexander Bannerman (11e baronnet) (en).
Son grand-père maternel est George Simson de Hazlehead. Ses grands-parents paternels sont le marchand d'Aberdeen Alexander Bannerman et Margaret Burnett. Il est le neveu de Sir Alexander Bannerman (6e baronnet) (en).
Bannerman est un homme d'affaires de premier plan dans sa ville natale d'Aberdeen, gérant l'entreprise familiale de commerce du vin tout en participant au commerce et à la chasse à la baleine. Bannerman est prévôt de la ville et, en 1837, est élu doyen du Marischal College d'Aberdeen.

### Carrière
Alexander Bannerman rejoint le conseil municipal d'Aberdeen en 1811. Il est un réformateur, défiant l'oligarchie de longue date dirigée par James et Gavin Hadden, et joue un rôle déterminant dans l'établissement d'une fiducie élue pour gérer le nouveau port d'Aberdeen.
En 1832, il devient député d'Aberdeen à la Chambre des communes britannique, siégeant en tant que radical, et reste député jusqu'à sa retraite en 1847. Avec son épouse, Margaret Gordon, la petite-fille de l'ancien gouverneur Walter Patterson, Bannerman retourne dans sa colonie natale, lorsqu'il devient gouverneur de l'Île-du-Prince-Édouard en 1851. A cette occasion, il est fait Chevalier. Bannerman met en place un gouvernement responsable sur l'île, mais est démis de ses fonctions en 1854 en raison de troubles politiques au cours desquels il favorise les réformateurs. Par la suite, il est gouverneur des Bahamas jusqu'en 1857, année où il retourne dans le nord pour devenir gouverneur de Terre-Neuve, le deuxième gouverneur depuis qu'un gouvernement responsable a été accordé.
Il se heurte à John Kent, le premier ministre de Terre-Neuve, qu'il considère comme corrompu. Bannerman accuse le gouvernement de Kent, comme l'a fait l'évêque Mullock, d'utiliser l'aide humanitaire comme patronage et accuse également Kent d'être déraisonnable dans les négociations avec la France sur la Côte française de Terre-Neuve. En 1861, après que Kent ait accusé Bannerman d'avoir comploté avec les tribunaux et le Parti conservateur de l'opposition de Terre-Neuve contre une proposition de réduire les salaires des juges, Bannerman limoge le gouvernement Kent et nomme le chef de l'opposition, Hugh Hoyles, comme nouveau premier ministre.
Le Parti libéral de Terre-Neuve de Kent bat le gouvernement conservateur dans une motion de censure, ce qui donne lieu à une campagne électorale qui est menée selon des lignes sectaires, les catholiques votant en grande partie pour les libéraux et les protestants en grande partie les conservateurs. Le Parti conservateur protestant de Terre-Neuve bat de justesse les libéraux de Kent. De nombreuses émeutes conduisent à des résultats contestés, les conservateurs n'ayant qu'une majorité de deux voix jusqu'à ce que lors d'une élection partielle pacifique, Harbour Grace élit deux conservateurs.
L'action initiale de Bannerman en limogeant Kent a été irréfléchie et le ministère des Colonies le lui avait dit, mais Hoyles, le nouveau premier ministre, se tourne vers un gouvernement non sectaire, les deux évêques appellent à l'ordre et la politique de classe remplace la politique de religion. Bannerman démissionne de son poste de gouverneur en 1864 et retourne en Angleterre.

## Vie privée
En 1825, Bannerman épouse Margaret Gordon, une fille de Guthrie Gordon. Lady Bannerman, comme on l'appelait, est née à Charlottetown sur l'Île-du-Prince-Édouard et est la petite-fille de Walter Patterson, le premier gouverneur de l'Île. Elle est ensuite identifiée comme "le premier amour de Carlyle" par son biographe, qui raconte l'histoire du jeune maître d'école Thomas Carlyle, à Kirkcaldy, en Écosse, "qui a été attiré par son intelligence et son esprit". Sa famille considère Carlyle comme une perspective de mariage inappropriée et elle épouse finalement Bannerman, un cousin éloigné.
Alors qu'il est en Angleterre, il attrape un rhume et, dans son état d'affaiblissement, tombe dans un escalier causant sa mort le 30 décembre 1864 à Mayfair, Londres à l'âge de 76 ans.
Le parc Bannerman à St. John's commémore son nom à Terre-Neuve.